# Cuerpo de Profesionales Oficiales de Reserva de las Fuerzas Militares de Colombia
Los Profesionales Oficiales de Reserva de la Fuerza Pública de Colombia son un cuerpo vinculado al Ministerio de Defensa Nacional, a través del Comando General de las Fuerzas Militares de Colombia y de la Policía Nacional del país, conformado por ciudadanos con título de formación universitaria completa, que en forma voluntaria se vinculan al Ejército, la Armada, la Fuerza Aérea y la Policía Nacional de Colombia a través de cursos especiales ordenados y programados por el ministro de Defensa. 
De acuerdo con los reglamentos vigentes, los oficiales de reserva son profesionales que desarrollan una actividad importante para la sociedad y útil para las Fuerzas Militares de Colombia o la Policía Nacional, con conocimiento y capacidad de interacción dentro de los conflictos nacionales e internacionales, de contención de acciones jurídicas y políticas contra las Fuerzas Militares y de intervención  en las soluciones de los problemas económicos y sociales, con alto sentido de honor y lealtad hacia las instituciones militares y policiales.

## Cuerpos de Reserva de las Fuerzas Militares
Los tres cuerpos de Reserva de las Fuerzas Militares de Colombia son:
1. Profesionales Oficiales de Reserva del Ejército.
2. Profesionales Oficiales de Reserva de la Armada.
3. Profesionales Oficiales de Reserva de la Fuerza Aérea